# Chuck Jones
Charles Martin "Chuck" Jones (Spokane (Washington)), 21 september 1912 – Corona del Mar (Californië), 22 februari 2002) is beroemd als tekenfilmregisseur voor de Looney Tunes tekenfilms. Veel van zijn animatiekortfilms rond Bugs Bunny, Daffy Duck en Porky Pig zijn klassiek geworden. Maar ook de filmpjes die hij rond zijn eigen personages draaide, zoals Wile E. Coyote, Henery Hawk, Pepe Le Pew, Marvin the Martian en Road Runner zijn nog steeds populair.
Jones werkte onder anderen met Tex Avery voor de Warner Brothers Studio. Hij maakte meer dan 300 tekenfilms, en won drie Oscars voor zijn werk als regisseur voor de Looney Tunes- en Merrie Melodies-tekenfilms, waar hij tientallen tekenfilms rond Bugs Bunny, Daffy Duck en Porky Pig maakte, waarvan vele klassiekers zijn geworden, zoals Duck Dodgers in the 24½th Century (1952), Duck Amuck (1953), One Froggy Evening (1955) and What's Opera, Doc? (1957). Zijn werk wordt geprezen vanwege de subtiele gezichtsexpressies, gevoel voor timing en slapstick en zijn zin voor experiment.
Hij werd in 1964 ontslagen bij het toenmalige "Warner Bros Cartoons" vanwege een schending van het exclusiviteitscontract dat hij met dat bedrijf had. Jones had in 1962 namelijk geholpen bij de productie van de animatiefilm Gay Purr-ee van het bedrijf United Productions of America. Toen in 1967 Warner Brothers haar animatieafdeling opdoekte kocht Jones de bedrijfshal en richtte zijn eigen bedrijfje "Sib Tower 12 Productions" op.  Met deze firma heeft hij in opdracht van MGM tientallen Tom en Jerry-tekenfilmpjes geregisseerd.
Ook later in zijn carrière bleef Jones een alom gerespecteerd en gewaardeerd expert op vlak van animatie. Hij kreeg een ere-Oscar in 1996 voor zijn bijdrage aan en succes in de ontwikkeling van de animatie.
Hij overleed aan hartproblemen op 22 februari 2002.